# Czeczelijiwka
Czeczelijiwka (ukr. Чечеліївка) – wieś na Ukrainie, w obwodzie kirowohradzkim, w rejonie aleksandryjskim, w hromadzie Petrowe. W 2001 liczyła 810 mieszkańców, spośród których 791 wskazało jako ojczysty język ukraiński, 11 rosyjski, 7 mołdawski, a 1 inny.